# Ільницький Василь Іванович
Василь Іванович Ільницький (нар. 8 лютого 1960) — український публіцист. Заслужений журналіст України.

## Життєпис
Народився 8 лютого 1960 р., у с. Розтока, Міжгірського району, Закарпатської області.
Випускник факультету журналістики Львівського університету ім. І.Франка на переломі 80-90-их років минулого століття активно включився у процес виборювання державної незалежності України. Його аргументовані, безкомпромісні статті на підтримку демократичних перетворень та розбудову незалежної держави друкували обласні газети «Закарпатська правда», «Карпатська Україна», загальнодержавний часопис «За вільну Україну», журналі «Дзвін».
За майже 40 років творчої діяльності освоїв чи не усі різновиди журналістики — працював на телебаченні, у пресі, видавничій сфері. На його долю випало стати одним з фундаторів новітньої національної за духом закарпатської журналістики, закладати підвалини незалежної преси Закарпаття у перші роки української державності, наставником нової генерації журналістів краю, започатковувати з «чистого листа» і упродовж двох десятків літ редагувати якісно нові за формою і змістом обласні видання, які згодом стали орієнтиром для інших — популярні і впливові газети «Срібна земля» (1992-96 рр.)  і «Срібна земля ФЕСТ»  (1996-99 і 2006-16 рр.),. півтора десятки літ співпрацювати з авторитетним всеукраїнським часописом «День», написати тисячі телевізійних сценаріїв, різножанрових газетних, журнальних та інтернет-публікацій, видати чотири публіцистичні збірки, стати лауреатом обласних журналістських премій.
У січні 1991 року у бібліотечці історико-культурного видання «Карпатський край» видав ґрунтовне публіцистичне дослідження «Голос отчого краю» присвячене газеті «Нова свобода», яке вперше після майже 60 річного вимушеного забуття розповіло широкому загалу про історію становлення Карпатської України. У лютому цього ж року в газеті «Новини Закарпаття» він вперше обнародував прізвища депутатів Сойму Карпатської України, які на своєму засіданні 15 березня 1939 року проголосили її державність та прийняли державні символи. У 2000 році вийшла у світ публіцистична збірка «Штрихи нашого часу», де зібрано його найбільш значимі і резонансні публікації періоду становлення та утвердження української незалежності.
Цей курс він продовжував і згодом, працюючи керівником найбільшого видавничо-поліграфічного підприємства області — видавництва «Закарпаття». Під його опікою почала виходити у світ книжкова серія «Письменство Закарпаття», у якій масовому читачеві відкривалася творчість заборонених у радянські часи авторів — духовних світочів Закарпаття А. Волошина, В. Ґренджі-Донського, О. Павловича, І. Ірлявського та інших видатних осіб культурно-історичної ниви Закарпаття. Сам В.Ільницький упорядкував і написав передмову до збірки публіцистики першого україномовного письменника і журналіста Закарпаття Василя Ґренджі-Донського «Я теж українець!», яка вийшла у світ у 2003 році.
Автор резонансного циклу газетних статей про керівників Закарпаття, який був відзначений обласною журналістською премією ім. В.Ґренджі-Донського у 2006 році, а в 2011 побачив світ книжковим виданням у співавторстві з професором С.Федакою під назвою «Перші особи — 25 нарисів про лідерів краю». Це — єдине на українських теренах дослідження про перших керівних осіб регіонального масштабу, які керували ним впродовж XIX-ХХ та початку XXI століть за усіх державних формацій — від часів Австро-Угорської імперії, до наших днів.
У 1992 році став першим головним редактором першого на Закарпатті приватного видання;— газети «Срібна земля», а в 1996 році — засновником і головним редактором газети «Срібна Земля — Фест». Крім редагування крайового часопису та підготовки власних матеріалів про життя співвітчизників для очолюваної ним газети, з 2007 року співпрацює з всеукраїнською газетою «День».
З березня 2016 року працює в Ужгородському національному університеті на посаді директора Інформаційно-видавничого центру.
У 2020 році вийшло у світ його науково-публіцистичне видання «Обереги криниці знань» [Архівовано 17 листопада 2021 у Wayback Machine.], у якому описано 75-річну історію УжНУ через долі його сучасників.
У жовтні 2021 року презентував свою четверту книгу «Публіцистика українського фронтиру» [Архівовано 17 листопада 2021 у Wayback Machine.], до якої увійшли аналітичні статті, нариси, інтерв'ю та репортажі суспільно-політичної, соціально-економічної, транскордонної, історико-краєзнавчої, духовної та культурно-мистецької тематики, написані ним для всеукраїнського часопису «День» та закарпатського тижневика «Срібна земля ФЕСТ» упродовж 2005—2020 років і є своєрідним суспільним зрізом багатогранного життя громади Закарпаття у ХХІ столітті.
У 2025 році у серії видань "Закарпатська публіциситика в іменах: бібліографія" вийшов у світ біобібліографічний покажчик "Василь Ільницький: журналістика на зламі тисячоліть" (Ужгород, Вид-во УжНУ "Говерла").
Лауреат премій імені Василя Ґренджі-Донського (2006) та обласної журналістської премії (2013 і 2020).[1]
нагороджений відзнакою «За розвиток Закарпаття».
Заслужений журналіст України.